# Полет 902 на „Кориън Еър Лайнс“
Вижте пояснителната страница за други значения на Инцидент с южнокорейски „Боинг“.
Полет 902 на „Кориън Еър Лайнс“ е редовен полет на „Кориън Еър Лайнс“ от Париж до Сеул през Анкъридж. На 20 април 1978 г. самолетът стига почти над Северния магнитен полюс, а това причинява големи грешки в базираните на магнитния компас навигационни системи на машината. Това променя курса и самолетът се обръща на югоизток, прелетява над Баренцово море, нарушава съветското въздушно пространство и достига съветското крайбрежие около 3 часа и 2400 км след завоя на юг. Съветският радар за противовъздушна отбрана забелязва самолета на около 400 километра от териториални си води, но той не отговаря на многобройните искания от земята.
Съветската противовъздушна отбрана изпраща изтребител „Су-15“, който изстрелва две ракети по машината „Боинг 707“ близо до Мурманск, СССР. Това пробива фюзелажа и причинява бърза декомпресия, при което един корейски пътник умира. След няколко неуспешни опита за кацане, пилотът презимява самолета върху леда на замръзналото езеро Корпиярви в Карелска АССР, разположено близо до финландската граница. Около два часа след аварийното кацане съветски войски достигат самолета, за да започнат спасителна операция, по това време японски пътник умира.
С хеликоптери оцелелите са транспортирани до град Кем в Карелия. На 22 април всички, с изключение на пилота и навигатора, са закарани до Мурманск и излитат за Хелзинки, Финландия, откъдето отпътуват на 23 април за Сеул. Няколко дни по-късно пилотът и навигаторът са освободени; според съветските власти и двамата признават, че нарушават съветското въздушно пространство и пренебрегват заповедите на самолета-прехващач за кацане. Съветският съюз таксува Южна Корея 100 000 щ. д. (467 100 щ. д. по цени от 2023 г.) за грижата за пътниците, но сметката никога не е платена от Южна Корея.
Съветският съюз отказва да сътрудничи на международните експерти, докато те разследват инцидента, и не предоставя никакви данни от „черната кутия“ на самолета. Екипажът на полет 902 смята, че навигационна грешка променя курса на самолета, което е потвърдено и от пътници на борда, които казват, че капитанът им съобщава това при кацането. През 1983 г., 5 години след инцидента с полет 902, самолетът при полет 007 на „Кориън Еър Лайнс“, също е свален от съветската противовъздушна отбрана. При разбиването му в Японско море загиват всички 269 души на борда.